# Aleš Majer
Aleš Majer (2 agosto 1989) è un ex calciatore sloveno, di ruolo difensore.

## Caratteristiche tecniche
È un terzino destro.

## Palmarès

### Club
- Campionato sloveno: 2

Maribor: 2008-2009, 2010-2011
- Supercoppa di Slovenia: 1

Maribor: 2009
- Coppa di Slovenia: 1

Maribor: 2009-2010